# Julian von Schleinitz
Julian Freiherr von Schleinitz (* 19. September 1991 in Berchtesgaden) ist ein ehemaliger deutscher Rennrodler.
Julian von Schleinitz startete für den WSV Königssee. Als Schüler kam er über das Schülerrodeln zum Rennrodeln und wurde von Martin Schwab trainiert. 2009 wurde er in Nagano Juniorenweltmeister im Einzel und mit der Mannschaft, er wiederholte diesen Erfolg 2010 in Igls sowohl im Einsitzer mit Bestzeiten in beiden Läufen wie auch in der Mannschaft, zudem gewann er 2010 die Gesamtwertung im Junioren-Weltcup. Nachdem von Schleinitz bei den deutschen Qualifikationsrennen zum Weltcup der Saison 2010/11 sehr gute Resultate zeigte und unter anderem das letzte Qualifikationsrennen in Winterberg mit einem großen Vorsprung von 0,32 Sekunden gewann, wurde er erstmals an selber Stelle beim zweiten Saisonrennen des Weltcups eingesetzt. zunächst gewann er mit neuem Bahnrekord von 52.083 Sekunden den Nationencup zur direkten Weltcupqualifikation und belegte im Weltcuprennen hinter Armin Zöggeler und David Möller den dritten Platz. Dabei ließ er Rodelgrößen wie Olympiasieger und Doppelweltmeister Felix Loch und den ehemaligen Gesamtweltcupsieger und Europameister Albert Demtschenko hinter sich und behielt darüber hinaus seinen Bahnrekord.
National trat von Schleinitz ab 2009 bei Meisterschaften an und wurde in Königssee Neunter. 2010 konnte er sich in Winterberg um zwei Plätze verbessern. 2010 konnte er sich auf Rang fünf als Bester aller Starter platzieren, die bis dahin noch nie an Weltcuprennen teilgenommen hatten. Am 16. März 2018 gab er bekannt, dass er seine Karriere beendet.
Julian von Schleinitz’ Mutter Ute Hankers war Volleyball-Nationalspielerin. Sein Bruder Kilian war Skeletonpilot, die Schwester Carolin ist ebenfalls Rennrodlerin. Er entstammt dem Adelsgeschlecht Schleinitz.